# Ont blod (1986)
Ont blod (franska: Mauvais Sang) är en fransk dramafilm från 1986 i regi av Leos Carax.

## Utmärkelser
Filmen vann Louis Delluc-priset 1986.

## Roller (urval)
- Michel Piccoli – Marc
- Juliette Binoche – Anna
- Denis Lavant – Alex
- Hans Meyer – Hans
- Julie Delpy – Lise
- Hugo Pratt – Boris
- Serge Reggiani – Charlie
- Mireille Perrier – den unga modern
- Leos Carax – voyeuren